# Dominique Dupagne
Pour les articles homonymes, voir Dupagne.
 (janvier 2024).
Dominique Dupagne est un médecin généraliste retraité et blogueur français né en 1958.
Il a exercé à Paris de 1988 à 2020 et gère le site médical Atoute.org qu'il a créé en 2000. Il y défend une médecine 2.0 où les patients, mieux informés grâce à Internet, participent à l'évolution de la médecine. Il prend position sur de nombreux sujets de santé publique et dénonce notamment les conflits d'intérêts en médecine et le lobbying des laboratoires pharmaceutiques. Il a par ailleurs été auditionné par les commissions d'enquête parlementaire sur la campagne de vaccination contre la grippe A (H1N1) et l'affaire du Mediator.

## Biographie
Dominique Dupagne est né en 1958 d'un père cardiologue. Il a exercé comme médecin généraliste à Paris de 1988 à 2020,.
En dehors de son activité de médecin, il collabore avec La revue Prescrire de 1991 à 1992 puis avec Que choisir Santé jusqu'en 1993[réf. nécessaire]. Il participe à la rédaction de la version grand-public du Dictionnaire Vidal. Il est également membre de l'association Formindep et du Syndicat de la médecine générale (SMG), ainsi qu'actionnaire et administrateur de la société Vygon, spécialisée dans le matériel chirurgical et de réanimation. Auparavant, il a été enseignant en 3e cycle de médecine générale à l'université Pierre-et-Marie-Curie (Paris-VI) et a été membre de la Fédération des médecins de France (FMF).
De 2011 à 2019, il participe régulièrement à l'émission scientifique La Tête au carré sur France Inter où il tient une chronique santé.

## Présence sur internet
Passionné d'internet depuis ses débuts en France, Dominique Dupagne fonde en 2000 le site médical Atoute.org, qui propose des forums médicaux et des articles sur la pratique, l'enseignement et l'éthique de la médecine. Pour le médecin, le nom du site doit refléter l'aspect communautaire qui est un élément fort de l'internet en santé. Il choisit « Adtaleur.com » mais la marque est déjà déposée par Canal+. Il trouve alors « Atoute.org », abréviation de « À tout à l'heure »,. Le site connait un certain succès, recevant environ 1 million de visiteurs uniques par mois, avec un pic à 1,45 million en 2010.
Avec ce site, il participe à l'avènement d'une médecine 2.0 où les patients, mieux informés grâce à Internet, participent à l'évolution de la médecine et où les hiérarchies se voient remplacées par une intelligence collective.
De 2002 à 2005, il préside l'association des « Médecins Maîtres-toile francophones ».[réf. nécessaire]
En 2009, il crée le Club des médecins blogueurs afin de regrouper les articles de blogs tenus par des professionnels de santé,.

## Prises de position
Dominique Dupagne prend position sur de nombreux sujets de santé publique. Il s'en prend notamment au dogmatisme, à la désinformation, aux conflits d'intérêts en médecine et au lobbying des laboratoires pharmaceutiques,.
Il apporte son avis aux commissions d'enquête parlementaire sur le rôle de l'industrie pharmaceutique dans la campagne de vaccination contre la grippe A (H1N1) et dans l'affaire du Mediator,.

### Traitement hormonal substitutif de la ménopause
En 2003, il critique le comportement du Dr Rozenbaum, spécialiste reconnu de la ménopause, pour ses liens avec l'industrie pharmaceutique alors que ce dernier défend l'innocuité du traitement hormonal substitutif. Le Dr Rozenbaum porte plainte pour diffamation et le Dr Dupagne est poursuivi devant le Conseil de l'Ordre des médecins en 2005. Après avoir reçu un blâme en première instance,, Le Dr Dupagne est relaxé en appel du fait des liens nombreux et avérés du Dr Rozenbaum avec l'industrie des hormones.
En juin 2007, un reportage de Canal+ est consacré à cette affaire,.

### Grippe A (H1N1)
Au début de la campagne de vaccination contre la grippe A (H1N1) en 2009, il rédige un article cosigné par plus de 200 médecins où il invite le public à prendre lui-même sa décision après avoir reçu une information détaillée sur les avantages et les risques connus de ce vaccin.
La large diffusion de cet article (1,18 million de vues en seulement un mois) le conduit à être auditionné par une commission d'enquête sénatoriale sur la campagne de vaccination en mai 2010. Il y explique que le « plan de guerre » mis en place contre la grippe était totalement déconnecté de la réalité et que cela a provoqué une sorte de résistance passive. Le dispositif habituel de vaccination — dans les cabinets médicaux — aurait pu suffire. Il regrette que la France ne fonde pas ses stratégies sur l'information disponible mais fabrique l'information qui valide ces stratégies. Il explique que la politique de santé française ne prend pas en compte l'avis des médecins de terrains mais uniquement ceux d'hospitalo-universitaires. Il dénonce également le manque d'indépendance de ces experts vis-à-vis des groupes pharmaceutiques.
Il est interviewé par Élise Lucet dans le cadre d'un reportage pour l'émission Pièces à conviction sur France 3. 

### Mediator
En 2011, il est auditionné par les commissions d'enquêtes de l'Assemblée nationale et du Sénat concernant l'affaire du Mediator. Il y parle des dysfonctionnements des autorités de santé, liés en partie à leur organisation, et dénonce de nouveau le manque d'indépendance de certains experts de ces autorités, également employés par l'industrie pharmaceutique,.
La même année, il participe initialement aux Assises du médicament créées par le ministre de la Santé Xavier Bertrand, mais les quitte sans délai pour réagir contre l'interdiction de filmer les débats (interdiction qui sera levée ultérieurement) et s'en explique à la radio, sur France Inter.

## Publications
- Le Guide pratique de la médecine pour tous, Paris, Acropole, coll. « Les Guides Acropole », 1988, 294 p. (ISBN 2-7357-0081-X, BNF 34948831).
- La revanche du rameur : comment survivre aux médecins, aux hiérarchies et à notre société, Neuilly-sur-Seine, Michel Lafon, 2012, 349 p. (ISBN 978-2-7499-1587-6, BNF 42610126).
- Qualité mon Q ! : apprenez à résister à la domination déguisée en démarche qualité, Paris, Books on Demand, 2016, 122 p. (ISBN 978-2-8106-1687-9, BNF 45067159, lire en ligne).